# Bahnhof Fredersdorf (b Berlin)
Der Bahnhof Fredersdorf (b Berlin) ist ein Bahnhof in der Gemeinde Fredersdorf-Vogelsdorf im Landkreis Märkisch-Oderland, der von der Berliner S-Bahn-Linie S5 zu den Hauptverkehrszeiten im 20-Minuten-Takt bedient wird.

## Lage
Der Bahnhof befindet sich im Ortsteil Fredersdorf, ca. 300 m östlich des Ortszentrums. Er grenzt an die Straße Am Bahnhof, die Bahnhofstraße und die Brückenstraße. Rund 4 km westlich befindet sich der Bahnhof Neuenhagen (b Berlin) und ca. 2 km östlich der Bahnhof Petershagen Nord. Der Bahnhof gehört zum Tarifbereich Berlin C des Verkehrsverbundes Berlin-Brandenburg.

## Geschichte

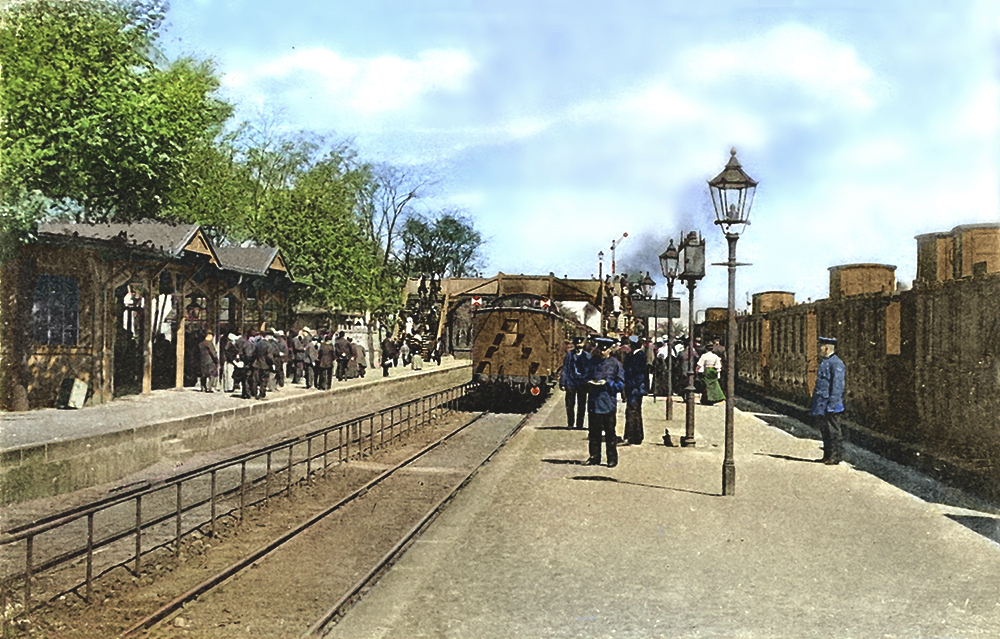
Bahnhof Fredersdorf um 1909 (koloriert)

### Geschichte bis zum Zweiten Weltkrieg
Nachdem die Station am 15. September 1872 eröffnet worden war, trug sie zunächst den Namen Petershagen. Seit dem 1. Januar 1875 hieß sie Fredersdorf und besaß, weil noch eine Strecke nach Rüdersdorf abzweigte, einen Mittel- und einen Seitenbahnsteig. Am 1. Mai 1911 folgte die Umbenennung in Bahnhof Fredersdorf (Kreis Niederbarnim). Die Stromschienen auf der Ostbahn reichten zunächst nur bis Kaulsdorf. Es gab bereits Planungen für eine weitere Elektrifizierung der Strecke, die aber nicht umgesetzt wurden. Seit 1927 halten keine Züge der Fernbahn, welche auf der Ostbahn fahren, mehr im Bahnhof. Daher wurde kurz nach der Einstellung der Fernbahnsteig abgerissen. Mit der Inbetriebnahme besonderer Vorortgleise entstand im August 1944 ein neuer Inselbahnsteig, der sehr schmal und nicht überdacht war. Für den Zugang zum neuen Bahnsteig sorgte eine Holzbrücke.

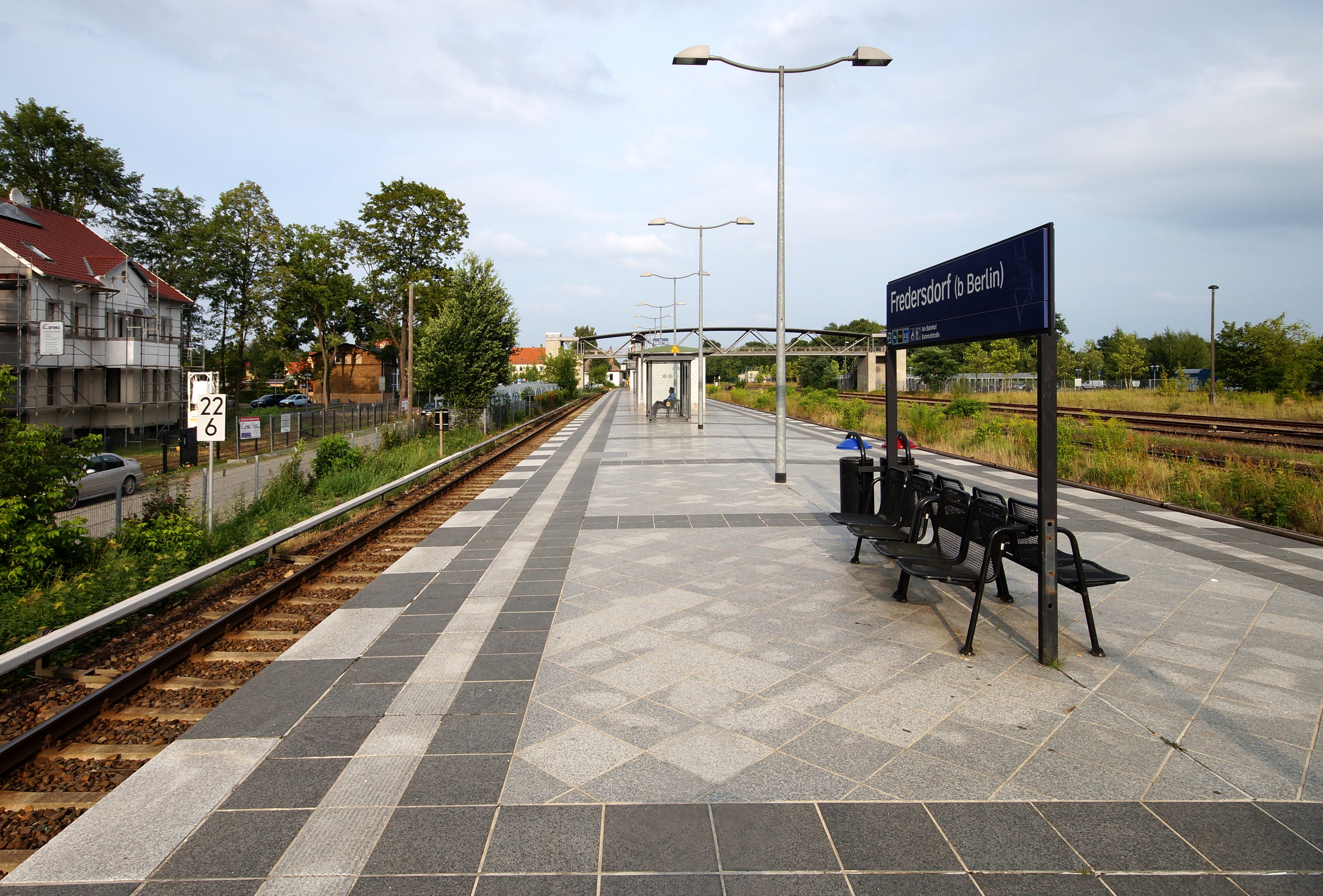
Bahnsteig des Bahnhofs Fredersdorf (b Berlin)

### Geschichte von 1945 bis 1990
Ende April 1945 wurde der Zugverkehr eingestellt, am 10. September desselben Jahres aber wieder eröffnet. Viele Gleise auf der Strecke waren abgebaut worden, da sie auf der Strecke nach Erkner dringender benötigt wurden. Kurz nach der Einstellung des Zugverkehrs wurde in den letzten Kriegstagen das Bahnhofsgebäude gesprengt. An gleicher Stelle wurde nach 1945 ein neues Bahnhofsgebäude errichtet, das sich heute in Privatbesitz befindet. Am 1. September 1948 folgte die Eröffnung der Elektrifizierung der S-Bahn bis Fredersdorf. Der Bahnhof wurde für kurze Zeit Endstation, aber am 31. Oktober 1948 kam es zur Verlängerung der S-Bahn-Linie bis Strausberg. Das provisorische Unterwerk zur Stromversorgung bei Neuenhagen wurde durch ein dauerhaftes Ortswerk in Fredersdorf ersetzt. Der Personenverkehr auf der Zweiglinie vom Bahnhof Fredersdorf nach Rüdersdorf wurde am 30. Mai 1965 eingestellt, wodurch der Zugang zu dem einen Seitenbahnsteig überflüssig wurde. Er wurde verkürzt und erst im Dezember 1987 durch eine Stahlbrücke ersetzt. 1988 entstand ein neues Stellwerk.

### Geschichte nach 1990
Von Juni bis Dezember 2004 wurden eine neue Fußgängerbrücke und drei Aufzüge errichtet, um den Bahnhof barrierefrei erreichen zu können. Auftraggeber war die Gemeinde Fredersdorf-Vogelsdorf. Zahlreiche Ingenieurbüros und Firmen waren an der Planung und am Bau beteiligt. Finanziert wurde der Bau durch das Land Brandenburg.

## Anbindung

### Schienenverkehr
| Linie | Verlauf | Takt |
| ----- | --- | ---- |
|       | Westkreuz – Charlottenburg – Savignyplatz – Zoologischer Garten – Tiergarten – Bellevue – Hauptbahnhof – Friedrichstraße – Hackescher Markt – Alexanderplatz – Jannowitzbrücke – Ostbahnhof – Warschauer Straße – Ostkreuz – Nöldnerplatz – Lichtenberg – Friedrichsfelde Ost – Biesdorf – Wuhletal – Kaulsdorf – Mahlsdorf – Birkenstein – Hoppegarten – Neuenhagen – Fredersdorf – Petershagen Nord – Strausberg – Hegermühle – Strausberg Stadt – Strausberg Nord \|\| 20 min |      |

### Busverkehr
Mehrere Buslinien der Märkisch-Oderland Bus GmbH (kurz mobus), einem Unternehmen der transdev, binden den S-Bahnhof Fredersdorf mit den umliegenden Gemeinden an. Seit Dezember 2017 existiert ein 20-Minuten-Takt auf fast allen dort verkehrenden Buslinien, welche abgestimmt auf die Taktzeiten der S-Bahn dort halten. Die Linie 948 hält auf der Nordseite des Bahnhofes, während die 949 und 951 an der Südseite halten. Die Buslinie 933, welche nur zu Schulzeiten verkehrt, hält sowohl an der Nord- als auch an der Südseite.
| Linie | Verlauf                                           |
| ----- | ------------------------------------------------- |
| 933   | (S Strausberg Bhf –) S Fredersdorf – Altlandsberg |
| 948   | S Fredersdorf – Bruchmühle – S Petershagen Nord   |
| 949   | S Neuenhagen – S Fredersdorf – S Petershagen Nord |
| 951   | S Fredersdorf – Vogelsdorf – Rüdersdorf           |